# Championnats d'Europe de patinage de vitesse sur piste courte 2014
Navigation
Édition précédente Édition suivante
Les Championnats d'Europe de patinage de vitesse sur piste courte 2014 se déroulent à Dresde (Allemagne), du 17 au 19 janvier 2014.

## Podiums

### Hommes
| Épreuves        | Or                                                                  | Argent                                                                   | Bronze                                                                    |
| --------------- | ------------------------------------------------------------------- | ------------------------------------------------------------------------ | ------------------------------------------------------------------------- |
| 500 m           | Viktor Ahn                                                          | Sjinkie Knegt                                                            | Vladimir Grigorev                                                         |
| 1 000 m         | Viktor Ahn                                                          | Semen Elistratov                                                         | Vladimir Grigorev                                                         |
| 1 500 m         | Semen Elistratov                                                    | Niels Kerstholt                                                          | Freek van der Wart                                                        |
| 3 000 m         | Viktor Ahn                                                          | Sjinkie Knegt                                                            | Niels Kerstholt                                                           |
| 5 000 m relais  | Russie Semen Elistratov Dmitry Migunov Vladimir Grigorev Viktor Ahn | Pays-Bas Niels Kerstholt Daan Breeuwsma Freek van der Wart Sjinkie Knegt | Allemagne Robert Seifert Paul Herrmann Daniel Zetzsche Christoph Schubert |
| Toutes épreuves | Viktor Ahn                                                          | Semen Elistratov                                                         | Niels Kerstholt                                                           |

### Femmes
| Épreuves        | Or                                                                           | Argent                                                                      | Bronze                                                              |
| --------------- | ---------------------------------------------------------------------------- | --------------------------------------------------------------------------- | ------------------------------------------------------------------- |
| 500 m           | Arianna Fontana                                                              | Tatiana Borodulina                                                          | Jorien ter Mors                                                     |
| 1 000 m         | Elise Christie                                                               | Jorien ter Mors                                                             | Tatiana Borodulina                                                  |
| 1 500 m         | Jorien ter Mors                                                              | Bernadett Heidum                                                            | Zsofia Konya                                                        |
| 3 000 m         | Jorien ter Mors                                                              | Elise Christie                                                              | Arianna Fontana                                                     |
| 3 000 m relais  | Pays-Bas Jorien ter Mors Sanne Van Kerkhof Yara Van Kerkhof Lara Van Ruijven | Royaume-Uni Elise Christie Charlotte Gilmartin Alex Stanley Kathryn Thomson | Hongrie Szandra Lajtos Bernadett Heidum Andrea Keszler Zsofia Konya |
| Toutes épreuves | Jorien ter Mors                                                              | Elise Christie                                                              | Arianna Fontana                                                     |

## Tableau des médailles
| Rang | Nation      | Or | Argent | Bronze | Total |
| ---- | ----------- | -- | ------ | ------ | ----- |
| 1    | Russie      | 6  | 3      | 3      | 12    |
| 2    | Pays-Bas    | 4  | 5      | 4      | 13    |
| 3    | Royaume-Uni | 1  | 3      | 0      | 4     |
| 4    | Italie      | 1  | 0      | 2      | 3     |
| 5    | Hongrie     | 0  | 1      | 2      | 3     |
| 6    | Allemagne   | 0  | 0      | 1      | 1     |